# Збірна Гани з футболу
Збі́рна Га́ни з футбо́лу — команда, яка представляє  Гану на міжнародних матчах і турнірах з футболу. Контролюється Футбольною асоціацією Гани.
Станом на 3 квітня 2025 посідає 76-e місце у рейтингу футбольних збірних світу.

## Історія
Збірна Гани є єдиною збірною з африканського континенту, яка подолала відбірковий тур фінальної частини чемпіонату світу в 2006 і в 2010 році. Однак, якщо у 2006 році африканці не змогли пройти збірну Бразилії і поступилися їй в одній восьмій, то в 2010 році збірна Гани пройшла в одну четверту фіналу, подолавши в одній восьмій збірну США. Таким чином, збірна Гани стала третьою африканської командою після Камеруну та Сенегалу, що грала у чвертьфіналі чемпіонату світу.

## Кубок світу
| Чемпіонат світу | Чемпіонат світу                | Чемпіонат світу                | Чемпіонат світу                | Чемпіонат світу                | Чемпіонат світу                | Чемпіонат світу                | Чемпіонат світу                | Чемпіонат світу                |                                | Кваліфікація                   | Кваліфікація                   | Кваліфікація                   | Кваліфікація                   | Кваліфікація                   | Кваліфікація                   |
| Рік             | Раунд                          | Місце                          | І                              | В                              | Н                              | П                              | М+                             | М-                             | І                              | В                              | Н                              | П                              | М+                             | М-                             |                                |
| --------------- | ------------------------------ | ------------------------------ | ------------------------------ | ------------------------------ | ------------------------------ | ------------------------------ | ------------------------------ | ------------------------------ | ------------------------------ | ------------------------------ | ------------------------------ | ------------------------------ | ------------------------------ | ------------------------------ | ------------------------------ |
| 1930            | Були частиною Великої Британії | Були частиною Великої Британії | Були частиною Великої Британії | Були частиною Великої Британії | Були частиною Великої Британії | Були частиною Великої Британії | Були частиною Великої Британії | Були частиною Великої Британії | Були частиною Великої Британії | Були частиною Великої Британії | Були частиною Великої Британії | Були частиною Великої Британії | Були частиною Великої Британії | Були частиною Великої Британії | Були частиною Великої Британії |
| 1934            | Були частиною Великої Британії | Були частиною Великої Британії | Були частиною Великої Британії | Були частиною Великої Британії | Були частиною Великої Британії | Були частиною Великої Британії | Були частиною Великої Британії | Були частиною Великої Британії | Були частиною Великої Британії | Були частиною Великої Британії | Були частиною Великої Британії | Були частиною Великої Британії | Були частиною Великої Британії | Були частиною Великої Британії | Були частиною Великої Британії |
| 1938            | Були частиною Великої Британії | Були частиною Великої Британії | Були частиною Великої Британії | Були частиною Великої Британії | Були частиною Великої Британії | Були частиною Великої Британії | Були частиною Великої Британії | Були частиною Великої Британії | Були частиною Великої Британії | Були частиною Великої Британії | Були частиною Великої Британії | Були частиною Великої Британії | Були частиною Великої Британії | Були частиною Великої Британії | Були частиною Великої Британії |
| 1950            | Були частиною Великої Британії | Були частиною Великої Британії | Були частиною Великої Британії | Були частиною Великої Британії | Були частиною Великої Британії | Були частиною Великої Британії | Були частиною Великої Британії | Були частиною Великої Британії | Були частиною Великої Британії | Були частиною Великої Британії | Були частиною Великої Британії | Були частиною Великої Британії | Були частиною Великої Британії | Були частиною Великої Британії | Були частиною Великої Британії |
| 1954            | Були частиною Великої Британії | Були частиною Великої Британії | Були частиною Великої Британії | Були частиною Великої Британії | Були частиною Великої Британії | Були частиною Великої Британії | Були частиною Великої Британії | Були частиною Великої Британії | Були частиною Великої Британії | Були частиною Великої Британії | Були частиною Великої Британії | Були частиною Великої Британії | Були частиною Великої Британії | Були частиною Великої Британії | Були частиною Великої Британії |
| 1958            | Були частиною Великої Британії | Були частиною Великої Британії | Були частиною Великої Британії | Були частиною Великої Британії | Були частиною Великої Британії | Були частиною Великої Британії | Були частиною Великої Британії | Були частиною Великої Британії | Були частиною Великої Британії | Були частиною Великої Британії | Були частиною Великої Британії | Були частиною Великої Британії | Були частиною Великої Британії | Були частиною Великої Британії | Були частиною Великої Британії |
| 1962            | Не пройшли кваліфікацію        | Не пройшли кваліфікацію        | Не пройшли кваліфікацію        | Не пройшли кваліфікацію        | Не пройшли кваліфікацію        | Не пройшли кваліфікацію        | Не пройшли кваліфікацію        | Не пройшли кваліфікацію        | Не пройшли кваліфікацію        | 4                              | 1                              | 2                              | 1                              | 6                              | 4                              |
| 1966            | Не брали участь                | Не брали участь                | Не брали участь                | Не брали участь                | Не брали участь                | Не брали участь                | Не брали участь                | Не брали участь                | Не брали участь                | Не брали участь                | Не брали участь                | Не брали участь                | Не брали участь                | Не брали участь                | Не брали участь                |
| 1970            | Не брали участь                | Не брали участь                | Не брали участь                | Не брали участь                | Не брали участь                | Не брали участь                | Не брали участь                | Не брали участь                | Не брали участь                | Не брали участь                | Не брали участь                | Не брали участь                | Не брали участь                | Не брали участь                | Не брали участь                |
| 1974            | Не пройшли кваліфікацію        | Не пройшли кваліфікацію        | Не пройшли кваліфікацію        | Не пройшли кваліфікацію        | Не пройшли кваліфікацію        | Не пройшли кваліфікацію        | Не пройшли кваліфікацію        | Не пройшли кваліфікацію        | Не пройшли кваліфікацію        | 6                              | 4                              | 1                              | 1                              | 14                             | 5                              |
| 1978            | Не пройшли кваліфікацію        | Не пройшли кваліфікацію        | Не пройшли кваліфікацію        | Не пройшли кваліфікацію        | Не пройшли кваліфікацію        | Не пройшли кваліфікацію        | Не пройшли кваліфікацію        | Не пройшли кваліфікацію        | Не пройшли кваліфікацію        | 3                              | 1                              | 0                              | 2                              | 3                              | 5                              |
| 1982            | Не брали участь                | Не брали участь                | Не брали участь                | Не брали участь                | Не брали участь                | Не брали участь                | Не брали участь                | Не брали участь                | Не брали участь                | Не брали участь                | Не брали участь                | Не брали участь                | Не брали участь                | Не брали участь                | Не брали участь                |
| 1986            | Не брали участь                | Не брали участь                | Не брали участь                | Не брали участь                | Не брали участь                | Не брали участь                | Не брали участь                | Не брали участь                | Не брали участь                | Не брали участь                | Не брали участь                | Не брали участь                | Не брали участь                | Не брали участь                | Не брали участь                |
| 1990            | Не пройшли кваліфікацію        | Не пройшли кваліфікацію        | Не пройшли кваліфікацію        | Не пройшли кваліфікацію        | Не пройшли кваліфікацію        | Не пройшли кваліфікацію        | Не пройшли кваліфікацію        | Не пройшли кваліфікацію        | Не пройшли кваліфікацію        | 2                              | 0                              | 1                              | 1                              | 0                              | 2                              |
| 1994            | Не пройшли кваліфікацію        | Не пройшли кваліфікацію        | Не пройшли кваліфікацію        | Не пройшли кваліфікацію        | Не пройшли кваліфікацію        | Не пройшли кваліфікацію        | Не пройшли кваліфікацію        | Не пройшли кваліфікацію        | Не пройшли кваліфікацію        | 4                              | 2                              | 0                              | 2                              | 4                              | 3                              |
| 1998            | Не пройшли кваліфікацію        | Не пройшли кваліфікацію        | Не пройшли кваліфікацію        | Не пройшли кваліфікацію        | Не пройшли кваліфікацію        | Не пройшли кваліфікацію        | Не пройшли кваліфікацію        | Не пройшли кваліфікацію        | Не пройшли кваліфікацію        | 8                              | 2                              | 4                              | 2                              | 9                              | 8                              |
| 2002            | Не пройшли кваліфікацію        | Не пройшли кваліфікацію        | Не пройшли кваліфікацію        | Не пройшли кваліфікацію        | Не пройшли кваліфікацію        | Не пройшли кваліфікацію        | Не пройшли кваліфікацію        | Не пройшли кваліфікацію        | Не пройшли кваліфікацію        | 10                             | 5                              | 2                              | 3                              | 14                             | 9                              |
| 2006            | 1/8 фіналу                     | 13-те                          | 4                              | 2                              | 0                              | 2                              | 4                              | 6                              | 12                             | 8                              | 3                              | 1                              | 24                             | 4                              |                                |
| 2010            | чвертьфінал                    | 7-ме                           | 5                              | 2                              | 2                              | 1                              | 5                              | 4                              | 12                             | 8                              | 1                              | 3                              | 20                             | 8                              |                                |
| 2014            | груповий етап                  | 25-те                          | 3                              | 0                              | 1                              | 2                              | 4                              | 6                              | 8                              | 7                              | 0                              | 1                              | 25                             | 6                              |                                |
| 2018            | Не пройшли кваліфікацію        | Не пройшли кваліфікацію        | Не пройшли кваліфікацію        | Не пройшли кваліфікацію        | Не пройшли кваліфікацію        | Не пройшли кваліфікацію        | Не пройшли кваліфікацію        | Не пройшли кваліфікацію        | Не пройшли кваліфікацію        | 8                              | 2                              | 5                              | 1                              | 9                              | 5                              |
| 2022            | груповий етап                  | 24-те                          | 3                              | 1                              | 0                              | 2                              | 5                              | 7                              | 8                              | 5                              | 3                              | 1                              | 8                              | 4                              |                                |
| 2026            | Н/Д                            | Н/Д                            | Н/Д                            | Н/Д                            | Н/Д                            | Н/Д                            | Н/Д                            | Н/Д                            | Н/Д                            | Н/Д                            | Н/Д                            | Н/Д                            | Н/Д                            | Н/Д                            | Н/Д                            |
| Загалом         | Чвертьфінал                    | 4/22                           | 15                             | 5                              | 3                              | 7                              | 18                             | 23                             | 88                             | 43                             | 22                             | 19                             | 128                            | 61                             |                                |

## Кубок африканських націй
- 1957 — не брала участі
- 1959 — не брала участі
- 1962 — не пройшла кваліфікацію
- 1963 — чемпіон
- 1965 — чемпіон
- 1968 — друге місце
- 1970 — друге місце
- 1972–1976 — не пройшла кваліфікацію
- 1978 — чемпіон
- 1980 — груповий турнір
- 1982 — чемпіон
- 1984 — груповий турнір
- 1986–1990 — не пройшла кваліфікацію
- 1992 — друге місце
- 1994 — чвертьфінал
- 1996 — четверте місце
- 1998 — груповий турнір
- 2000 — чвертьфінал
- 2002 — чвертьфінал
- 2004 — не пройшла кваліфікацію
- 2006 — груповий турнір
- 2008 — третє місце
- 2010 — друге місце
- 2012 — четверте місце
- 2013 — четверте місце
- 2015 — друге місце
- 2017 — четверте місце
- 2019 — 1/8 фіналу
- 2021 — груповий турнір
- 2023 — груповий турнір